# Eleições estaduais de Bremen em 1983
As eleições estaduais de Bremen em 1983 foram realizadas a 25 de Setembro e, serviram para eleger os 100 deputados para o parlamento estadual.
O Partido Social-Democrata da Alemanha, mais uma vez, demonstrou a sua hegemonia no estado, reforçando o estatuto de maior partido, conquistando 51,3% dos votos e 58 deputados, resultado que alargou a maioria parlamentar já detida, pelo partido.
A União Democrata-Cristã obteve um ligeiro crescimento, passando para os 33,3% dos votos.
A surpresa positiva das eleições foram Os Verdes, que conseguiram entrar no parlamento, ao obter 5,4% dos votos e 5 deputados.
Por fim, destacar o resultado desastroso do Partido Democrático Liberal que, pela primeira vez na história, não conseguiram eleger 1 deputado para o parlamento estadual, ficando-se pelos 4,6% dos votos.
Após as eleições, tal como acontecia desde 1971, o SPD continuou, sozinho, na liderança do governo estadual.

## Resultados Oficiais
| Partido      | Partido                     | Votos   | %     | +/-   | Deputados | +/-   |
| ------------ | --------------------------- | ------- | ----- | ----- | --------- | ----- |
|              | Partido Social-Democrata    | 210 632 | 51,3  | 1,9   | 58 / 100  | 6     |
|              | União Democrata-Cristã      | 136 635 | 33,3  | 1,4   | 37 / 100  | 4     |
|              | Os Verdes                   | 22 280  | 5,4   | Novo  | 5 / 100   | Novo  |
|              | Partido Democrático Liberal | 18 828  | 4,6   | 6,1   | 0 / 100   | 11    |
|              | Lista Verde de Bremen       | 9 676   | 2,4   | 2,7   | 0 / 100   | 4     |
|              | Lista Alternativa Diferente | 5 610   | 1,4   | Novo  | 0 / 100   | Novo  |
|              | Outros                      | 6 579   | 1,5   |       | 0 / 100   |       |
| Total        | Total                       | 410 240 | 100   |       | 100 / 100 |       |
| Participação | Participação                |         | 79,7  | 1,2   |           |       |
| Fonte        | Fonte                       | [ 1 ]   | [ 1 ] | [ 1 ] | [ 1 ]     | [ 1 ] |